# 犬を飼うということ〜スカイと我が家の180日〜
『犬を飼うということ〜スカイと我が家の180日〜』（いぬをかうということ〜スカイとわがやのひゃくはちじゅうにち〜）は、2011年4月15日から6月10日まで毎週金曜日23:15から翌0:15に、テレビ朝日系の「金曜ナイトドラマ」枠で放送されたテレビドラマ。主演は錦戸亮。

## あらすじ
完成間近の東京スカイツリー近くの団地に暮らす崩壊しかけの本郷家はそれぞれに悩みがあるも、言いだせない4人家族。ひょんな事から犬・スカイツリー（通称：スカイ）を飼うようになり、それをきっかけにお互いに向き合っていく。

## キャスト

### 本郷家
本郷勇次〈30〉
演 - 錦戸亮
音楽の夢を捨て、家族の為に満員電車に揺られ、機械メーカーの人事担当で年上の会社員にクビを言い渡す毎日。真面目な性格だが、悪く言えば冒険ができない。ある日、自分の仕事に疑問を持つも、そのせいで逆に自分がクビになりそうになる。
本郷幸子〈29〉
演 - 水川あさみ
看護師を目指していたが、妊娠をキッカケに勇次とできちゃった結婚。しかし勇次の給料だけでは家計がもつはずもなく、パートを掛け持ち、節約ざんまい。あのまま看護師の勉強を続けていたら…と思うも、現実からは逃れられず。子供たちの前では明るい母親として振る舞っていた。勇次との仲はいたって良好であり「ゆうちゃん」「さち」と呼び合い３人目の妊娠も判明する。でも実際は双子だった。
本郷大〈8〉
演 - 山崎竜太郎
できちゃった結婚で生まれた長男。何をしても長続きせず、遊びまわっている。そのため親についているウソも多い。妙にクールで彼が思うに「スカイツリーが完成するころにはうちはホーカイしてる」。自分が生まれたことで両親は夢を諦め、貧乏になったと思い、ひとりで悩みを抱え込んでいた。友達を裏切ったことがある。
本郷眞子〈6〉
演 - 久家心
犬のスカイを拾ってきた張本人。家族の行く末を心配している小学1年生。優しい性格。周囲からスカイのことや家が貧乏であることを馬鹿にされてもじっと耐えている。
スカイツリー
演 - ダイヤ
本郷家の飼い犬で、ポメラニアン。通称「スカイ」。

### 勇次と幸子の関係者
堀田克彦〈29〉
演 - 田口淳之介
幸子に好意を抱いていた高校の元同級生。医者。幸子のパート先のスーパーで再会する。家計の苦しい幸子を案じて、具合の悪い彼女に検査を勧めたり、勇次に就職先を紹介したりしている。しかし、大金をぽんと貸そうとするなど裕福に育ってきたためか悪気はないが配慮に欠ける行動もしてしまう。
川島秀樹
演 - 武田航平
勇次の元バンド仲間。今でも夢をあきらめきれず、バイトでお金を稼ぐ毎日。家族の為にサラリーマンとなった勇次に憧れを抱く。

### CrossRoad
中尾啓介
演 - 風見しんご
勇次が時々足を運ぶバーのマスター。英語を言葉の端々に使った話し方をする。
店員
演 - 鈴木康太

### ローアングルス
ベースボーカル
演 - 宗田明紘
川島のバンド仲間。 CrossRoadのシーンではベースボーカル、ストリートではボーカルのみ。
演じる宗田はリリィノートという実際のバンドでボーカルをしている。
ドラム
演 - 石井聡
川島のバンド仲間。CrossRoadのシーンではドラム、ストリートではカホーンを演奏している。

### 眞子と大の学校関係者
安住由紀子
演 - 鹿沼憂妃
眞子の学校の担任の先生。
畑山静香〈6〉
演 - 庵原涼香
眞子の同級生。仕事ばかりの父と高飛車な母を持つ。スカイを見て犬を飼いたがっているが、父親の動物嫌いが理由で飼うことが出来ない。
父親の会社が倒産したことで遠くに引っ越すことになった。
眞子のことを取り巻きと一緒にいじめたが、父の倒産のことを眞子にフォローしてもらったため、最後に眞子と友達になる。
静香の友人
演 - 北村燦來
畑山芳子〈32〉
演 - 森脇英理子
静香の母親。夫の会社が倒産し貧乏になった。
タクマ
演 - 谷端奏人
いじめっこグループにいじめられ八つ当たりに眞子を突き飛ばし、またスカイのお腹を蹴り飛ばす。
いじめっこリーダー
演 - 原田一輝
いじめっこ仲間
演 - 鈴木励和

### 団地住人
海老原孝造
演 - 渡辺哲
団地自治会長。
団地住人
演 - 立原麻衣
住人に責められている幸子に助け舟を出そうとアイコンタクトを送る。
加納義和
演 - ト字たかお
管理人。
団地住人
演 - 平尾仁、原田麻由
スカイを堂々と団地で飼っている本郷家に度々文句を言って、幸子を困らせる。
団地住人
演 - 沢井小次郎
リストラ中で就職できず、いつもクダをまいているジャージ男。花壇を壊しスカイの仕業にしようと企むが勇次に見つかる。
その後、奥村が立ちあげた清掃会社に雇ってもらい、遅刻を繰り返し事務員として働いている幸子に怒られる。
江藤奈津美
演 - 来栖あつこ
団地の住人に犬を飼っていたことを責められ引っ越した。

### 幸子が働いているスーパー
児玉克彦
演 - 小浜正寛
店長。
三村喜代美
演 - 大島蓉子
パート仲間。

### 動物保護センター
奈良橋宗一
演 - 杉本哲太
動物病院の獣医。動物保護センターで初対面の眞子に厳しいことを言ったため当初は眞子に怖がられていたが、実際は動物を愛する親切な性格である。仕事ばかりだったため妻と娘に出て行かれてしまっている。
獣医
演 - 菊池健一郎

### 中流機械メーカー
窪田松夫〈57〉
演 - 泉谷しげる
勇次の元上司。複雑な家庭環境の中、勇次からのクビの通告をあっさり承知。
一度はリストラ撤回を求める組合に参加したが、勇次のことを想い、組合を説得しようとした。
窪田初枝
演 - 大森暁美
松夫の妻（病気のために入院中）。
野崎誠吾
演 - 吹越満
勇次の上司。自分のメガネに強い拘りを持っている。
曾根田和也
演 - 三上真史
勇次の同僚。
労働組合員
演 - 金山一彦
勇次が上司にリストラは間違っていると嘆願し、会社を退職したのが切っ掛けでリストラの波が落ち着いた。
その理由で勇次に感謝している。

### 神埼動物医療センター
獣医
演 - 永江祐貴
院長の息子。先輩奈良橋に頼まれてスカイの検査を担当する。
動物看護師
演 - 飯野めぐみ
麻酔から目覚めていないのでスカイに会えないこと、また、衛生上の問題でドッグボウルは預かれないことを眞子に優しく諭す。

### ルードミュージック
小清水典和
演 - 田中要次
音楽プロデューサー。川島にCD作成費を要求している。

### ゲスト

#### 第7話
ママ
演 - 伊佐山ひろ子
喜代美の紹介で幸子が体験入店したスナックのママ。幸子が妊娠中だと分かると雇えないと追い返した。
スナックの常連客
演 - 嶋崎伸夫、堂下勝気

#### 第8話
奥村
演 - 遠山俊也（最終話）
清掃会社を立ち上げ、手伝ってくれないかと勇次を誘う。

#### 最終話
清掃会社社員
演 - 兒玉宣勝
勇次の仕事する姿を見て、奥村に「彼、いいですね」と言った。
看護師
演 - 井上夏葉
幸子が大、眞子、双子の女の子を産んだ病院。
イケメン店員
演 - 村上信五（友情出演）
シャイニーストアの開店祝いでガラガラくじを担当している店員。
本郷一家が1等ハワイ旅行に挑戦する。

## スタッフ
- 脚本：寺田敏雄
- 音楽：沢田完
- 演出：本木克英、遠藤光貴、髙橋伸之、木内麻由美
- 主題歌：関ジャニ∞「マイホーム」（インペリアルレコード）[4]
- ゼネラルプロデューサー：内山聖子
- プロデューサー：木内真由美、大江達樹、池田禎子
- 制作：テレビ朝日、ザ・ワークス

## 放送日程
| 各話                                                           | 放送日        | サブタイトル                       | 演出       | 視聴率 |
| -------------------------------------------------------------- | ------------- | ---------------------------------- | ---------- | ------ |
| 第1話                                                          | 2011年4月15日 | 貧乏家族、小さな命を拾う!?         | 本木克英   | 9.3%   |
| 第2話                                                          | 2011年4月22日 | 一緒に、生きよう                   | 本木克英   | 8.3%   |
| 第3話                                                          | 2011年4月29日 | 大切な家族の失踪                   | 遠藤光貴   | 7.8%   |
| 第4話                                                          | 2011年5月06日 | 泣いてたまるか!!                   | 遠藤光貴   | 8.6%   |
| 第5話                                                          | 2011年5月13日 | 初めてのさよなら                   | 髙橋伸之   | 9.4%   |
| 第6話                                                          | 2011年5月20日 | スカイを助けて!                    | 木内麻由美 | 7.4%   |
| 第7話                                                          | 2011年5月27日 | 君がくれた奇跡                     | 遠藤光貴   | 8.1%   |
| 第8話                                                          | 2011年6月03日 | 最終章〜君の命                     | 髙橋伸之   | 8.3%   |
| 最終話                                                         | 2011年6月10日 | 拾われたのは僕たち家族のほうでした | 遠藤光貴   | 9.0%   |
| 平均視聴率 8.47%（視聴率はビデオリサーチ調べ、関東地区・世帯） |               |                                    |            |        |